# Louis Brown Athletic Center
 (décembre 2019).
Si vous disposez d'ouvrages ou d'articles de référence ou si vous connaissez des sites web de qualité traitant du thème abordé ici, merci de compléter l'article en donnant les références utiles à sa vérifiabilité et en les liant à la section « Notes et références ».
Le Louis Brown Athletic Center, plus connu sous le nom de RAC (pour son nom d'origine, le Rutgers Athletic Center), également connu pour des raisons de parrainage sous le nom de Jersey Mike's Arena, est une arène polyvalente de 8 000 places à Piscataway, dans le New Jersey, sur le campus Livingston de l'université Rutgers. Le bâtiment a la forme d'une tente tronquée avec des côtés trapézoïdaux aux extrémités nord et sud. Il abrite les équipes de basket-ball des Scarlet Knights de Rutgers, hommes et femmes, ainsi que l'équipe de lutte.

## Histoire
L'arène a ouvert ses portes le 30 novembre 1977 avec une victoire contre son rival de l'Université Seton Hall. 
L'arène était connue sous le nom de Rutgers Athletic Center jusqu'en 1986, date à laquelle elle a été rebaptisée Louis Brown, étudiant diplômé de l'Université Rutgers et ancien membre de l'équipe de golf universitaire. Malgré le changement de nom, le bâtiment est encore largement appelé The RAC (prononcé « rack ») par les étudiants, les anciens élèves, les fans et les joueurs.
Le 3 novembre 2021, l'université a vendu les droits de dénomination de l'arène à la chaîne de restaurants Jersey Mike's (en), basée dans le New Jersey.

## Réputation

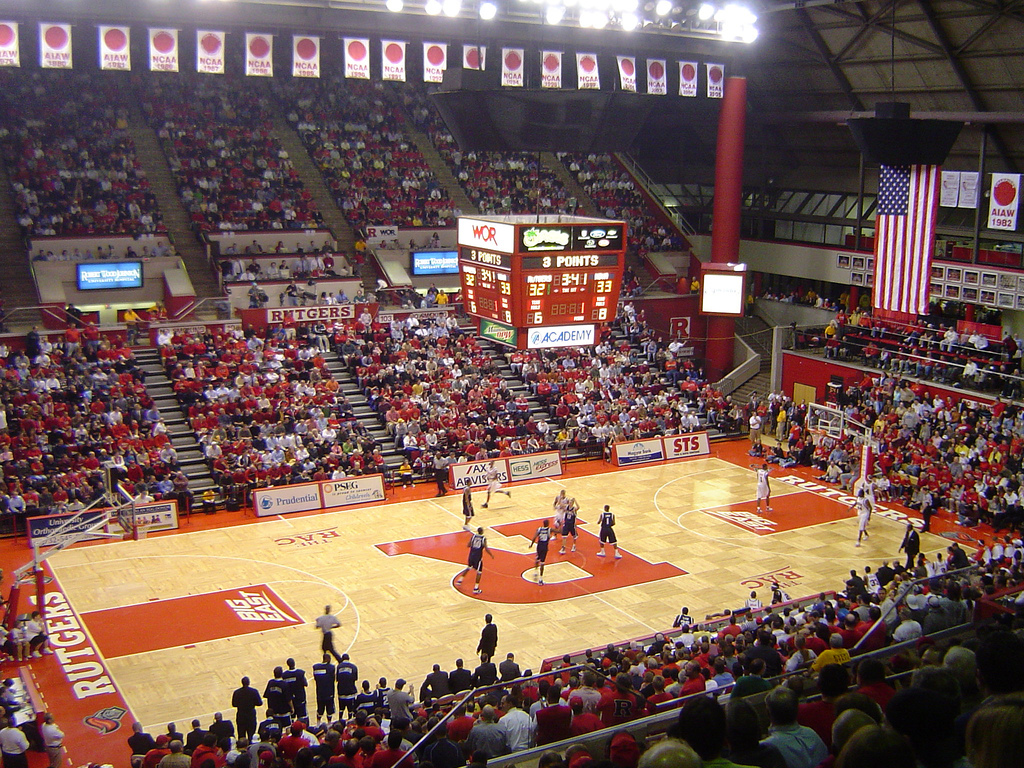
L'intérieur du RAC lors d'un match de basket universitaire.

Le RAC est réputé pour être l'une des salles les plus bruyantes du basket-ball universitaire lorsqu'il est rempli. La conception trapézoïdale du bâtiment permet au bruit de la foule de résonner, créant un environnement assourdissant. Le RAC a même été décrit comme étant « plus fort qu'un 747 à l'aéroport de Newark ». 
Jay Bilas, de ESPN, a salué le RAC, déclarant : « Les Knights  de Scarlet jouent très bien là-bas, et la foule est au-dessus de vous et intimidante ».
D'anciens adversaires ont également vanté l'atmosphère de la RAC. L'ancien meneur du Connecticut, Ben Gordon, a déclaré : « C'est très difficile au RAC. Ils ont un grand public à domicile. Le corps étudiant et tout le monde sort pour les soutenir. Tout comme la forme du gymnase, il semble que tout le monde soit au-dessus de vous. Parfois, si vous n'êtes pas concentrés, vous pouvez vous perdre dans le jeu en raison de l'intensité de la foule ».
L'ancien ailier de Syracuse Hakim Warrick déclare que : « ils (les fans) sont certainement les meilleurs fans contre lesquels j'ai joué. C'est fou à quel point ils aiment leur équipe. La façon dont la salle de gym est faite, elle est juste faite pour garder le bruit. C'est bruyant et fou là-bas.. ».

## Événements sportifs non-Rutgers

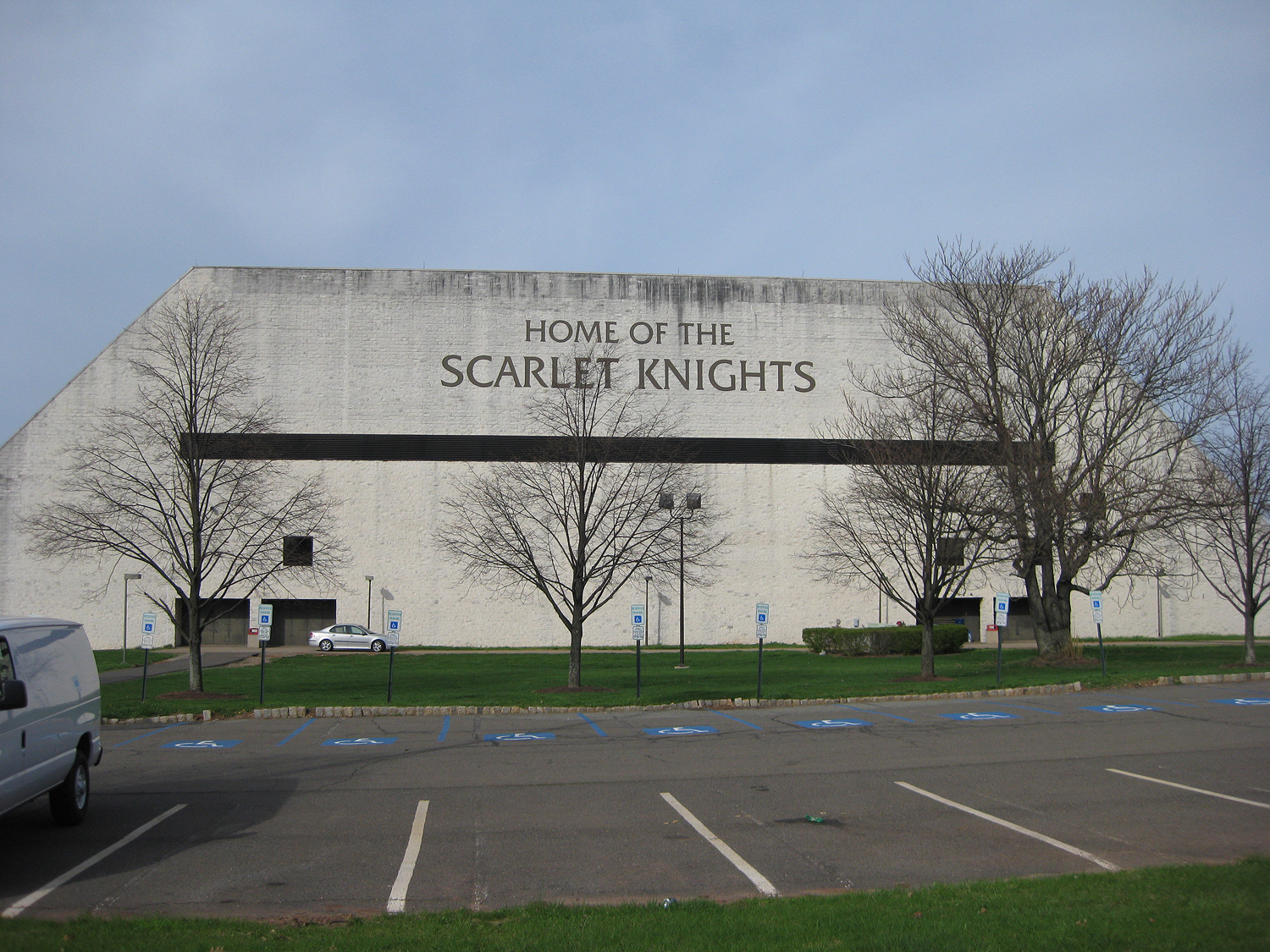
La façade avant du Louis Brown Athletic Center.

L'arène était la salle domicile de la franchise des Nets du New Jersey de la National Basketball Association à partir de leur deuxième année dans la NBA, en 1977, lorsque l'équipe a déménagé du Nassau Coliseum, jusqu'en 1981.  
Il a également accueilli les tournois de basket-ball masculin de l'Atlantic 10 Conference de 1985 et 1989. L'arène est également le site des finales des tournois de basket-ball des lycées du comté de Middlesex, ainsi que pour les différents matchs éliminatoires de basket-ball des lycées du New Jersey. 
Le 13 avril 1996, un tournoi de bowling de la Professional Bowlers Association (en) a été diffusé en direct sur ABC, le Johnny Petraglia Open.

## Événements non sportifs

### Concerts
Le groupe de rock américain Grateful Dead a joué au Rutgers Athletic Center le 15 mai 1981. Styx s'est également produit au RAC le 24 octobre 1979. Linda Ronstadt a également joué ici lors de sa tournée Living in the USA. En outre, Linda Ronstadt a joué au RAC le 11 avril 1980 pour sa tournée Mad Love. Le 22 octobre 1987, R.E.M. a joué au RAC. 
L'arène a été utilisée le vendredi 27 avril 2007 pour le Rutgersfest, un concert annuel qui se déroule normalement à l'extérieur, mais qui a eu lieu au RAC cette fois-ci en raison de la pluie. Les interprètes étaient The Roots, Hawthorne Heights et Everclear. En raison du manque de places assises, seulement 5 000 billets ont été distribués, ce qui a créé une colère chez 15 000 étudiants qui n’étaient alors pas en mesure d’assister au concert. 
Le 3 mai 2008, le RAC a accueilli SpringBlaze 2008, un festival mettant en vedette des groupes de rock chrétiens avec une apparition spéciale de l'entraîneur  de l'équipe de football américain des Rutgers, Greg Schiano. 

### Autres événements
Le 2 décembre 1983, un organisme local à but non lucratif, Visions-Innervisions Productions, a organisé une collecte de fonds pour Headstart et d'autres services communautaires. 
L'arène est utilisée chaque année en juin pour la remise des diplômes du lycée Piscataway Township, du lycée John P. Stevens et du lycée Edison, ainsi que pour d'autres lycées dans les villes environnantes.   